# Jules Hirlemann
Jules Hirlemann, né le 14 janvier 1901 à Belfort, mort le 20 octobre 1987 à Puyloubier dans les Bouches-du-Rhône, est un prêtre catholique, aumônier militaire des Forces françaises libres pendant la Seconde Guerre mondiale, Compagnon de la Libération. 

## Biographie
Né à Belfort en 1901, Jules Hirlemann est le fils d'un postier alsacien et d'une Lorraine. Il étudie à Conflans, puis entre chez les Pères du Saint-Esprit. Après son service militaire comme infirmier en 1921, il part au Canada, pour y être surveillant dans un collège français. Il est ordonné prêtre à Ottawa en mars 1927, puis part à Brazzaville au Congo, comme missionnaire.
Au début de la Seconde Guerre mondiale, Jules Hirlemann est mobilisé comme sergent infirmier, en octobre 1939. Envoyé au Tchad, il est en poste à Fort-Lamy puis à Faya-Largeau. Il choisit de passer dans les Forces françaises libres le 26 août 1940, au moment où le Tchad se rallie à la France libre.
Il part de Faya-Largeau en novembre 1940, pour rejoindre le bataillon de marche numéro 3 où il est nommé aumônier militaire. Il participe ainsi à la campagne d'Érythrée, aux combats de Kub Kubi, à la bataille de Keren en février-mars 1941, et à celle de Massaoua.
Envoyé en Palestine avec son bataillon en mai 1941, il participe à la campagne de Syrie en juin 1941, et devient aumônier divisionnaire de Beyrouth.
Il se distingue ensuite par son dévouement constant à la bataille de Bir-Hakeim, à la bataille d'El Alamein, lors de la campagne de Tunisie puis à la campagne d'Italie. Lors de celle-ci, il remplace l'aumônier de la Légion, le père Malec, qui est évacué. Il se tient dans les postes avancés et suscite l'admiration par son courage en visitant les blessés en première ligne. 
Il continue à se distinguer lors de la libération du territoire français et à la bataille des Vosges, où il reste en première ligne au plus fort des combats, malgré la dureté des conditions. Il organise l'évacuation des blessés, la recherche des morts et apporte le réconfort par sa présence.
Il est créé Compagnon de la Libération par le décret du 7 mars 1945. À la fin de la guerre, il est aumônier capitaine.
Le P. Hirlemann est nommé aumônier de la Légion étrangère en septembre 1944. Il s'acquitte de cette mission à Sidi Bel Abbès jusqu'en 1959. Il rejoint ensuite le diocèse de Marseille où il est prêtre diocésain, à Saint-Mitre-les-Remparts puis à Puyloubier.
Jules Hirlemann est mort le 20 octobre 1987 à Puyloubier dans les Bouches-du-Rhône.

## Hommages et distinctions
- Officier de la Légion d'honneur ;
- Compagnon de la Libération, par décret du 7 mars 1945 ;
- Croix de guerre 1939–1945, avec cinq citations ;
- Croix de la Valeur militaire ;
- Commandeur du Nicham Iftikar ;
- Officier du Nicham El Anouar.